# Academie voor Lichamelijke Opvoeding
De Academie voor Lichamelijke Opvoeding (ALO) is een vierjarige hbo-opleiding in Nederland, die opleidt tot eerstegraads leraar Lichamelijke Opvoeding.
De opleiding is sterk praktijkgericht. Een toelatingsexamen waarbij op verschillende sportonderdelen een bepaalde prestatie moet worden neergezet, behoort tot de standaard procedures. Binnen de opleiding wordt, naast de diverse sporten, ook aandacht gegeven aan theoretische vakken zoals anatomie, fysiologie, psychologie, biomechanica, EHBO, pedagogiek en didactiek.
Tegenwoordig zijn er ook verwante opleidingen aan de Academie te volgen waarbij de focus meer ligt op sportmanagement of voeding. De Academie voor Lichamelijke Opvoeding kan gevolgd worden aan de hogescholen in Amsterdam, Den Haag, Eindhoven, Groningen, Zwolle en Nijmegen.

## Bekende Nederlanders die deze opleiding volgden
- Olga Commandeur
- Joep van Deudekom
- Louis van Gaal
- Peter Heerschop
- Karin Kienhuis
- Vince de Lange
- Art Langeler
- Thijs Libregts
- Rinus Michels
- Jeroen Otter
- Cor Pot
- Jan Versteegh
- Viggo Waas
- Sarina Wiegman
- Mark Wotte